# Moblin
Moblin, abreviação de 'mobile Linux', é um sistema operacional de código aberto e aplicação da pilha de Mobile Internet Devices (MID), netbooks, nettops e dispositivos embarcados. Agora ele é chamado MeeGo. Construída em torno do processador Intel Atom, compilações atuais são projetados para minimizar o tempo de inicialização e consumo de energia para criar um netbook e sistema operacional MID centrado. A versão netbook/ desktop do Moblin atualmente suporta outros chipsets com base no SSSE3 conjunto de instruções, como o Core2 e alguns processadores Celeron.
Os produtos comerciais construídos em torno Moblin 2 incluem uma Foxconn netbook e InvenTech smartphone, ambos anunciados na Computex 2009. Acer também anunciou a substituição de Linpus Linux com Moblin em seu Acer Aspire One netbooks. Por seu dispositivo de internet móvel classe smartphone LG GW990, da LG Electronics escolheu Moblin OS 2.1. Mais recentemente, a Dell começou a aceitar encomendas para o seu Ubuntu Moblin Remix, a Canonical Ltd. projeto que cria o Moblin utilizando a mais completa distribuição Ubuntu como base. Mandriva passou a oferecer a versão Moblin v2 para toda a distribuição Mandriva e donos de netbooks.